# پایگاه هوایی چودووو
پایگاه هوایی چودووو (به انگلیسی: Chudovo (air base)) یک فرودگاه نظامی است که یک باند فرود بتن دارد و طول باند آن ۲۰۰۰ متر است. این فرودگاه در کشور روسیه قرار دارد و در ارتفاع ۵۰ متری از سطح دریا واقع شده‌است.